# Parcul din Cubei
Parcul din Cubei (în ucraineană Червоноармійський дендропарк, transliterat: Cervonarmeiskîi dendropark) este un parc și monument al naturii de tip peisagistic de importanță locală din raionul Bolgrad, regiunea Odesa (Ucraina), situat în regiunea satului Cubei. 
Suprafața ariei protejate constituie 55 de hectare, fiind creată în anul 1979 prin decizia comitetului executiv regional. Parcul are 114 specii de arbori și arbuști, inclusiv 11 gimnosperme, 60 angiosperme, 51 arbuști și 3 soiuri de viță de vie.